# Klavierstücke nr. 6

Klavierstücke nr. 6 is een compositie van Wolfgang Rihm voor solopiano. Eigenlijk zou de titel Klavierstücke nr. 4 moeten luiden (Klavierstücke nr. 2 en 3 zijn nooit uitgegeven). Klavierstücke nr. 4 is echter een titel uit 1974. 
Rihm had een zeer drukke tijd achter de rug, toen hij een paar dagen in eenzaamheid moest doorbrengen. Alhoewel in de voorgaande tijd veel composities het levenslicht zagen, waaronder een symfonie en een kameropera, bleef hij toch zitten met een aantal ideeën, die hij niet in die werken kon gebruiken. In zijn zelf gekozen eenzaamheid ging hij achter de piano zitten en na een aantal dagen begon dit werk vanzelf te ontstaan. Aan het eind kwam zelfs de compositie op papier, niet herkenbaar als muziek (notenschrift) maar meer als een seismografische weergave.
Vraag is dan natuurlijk, hoe klinkt zo'n werk, op deze wijze tot stand gekomen en in het midden van de jaren 70 van de 20e eeuw, waarin de klassieke muziek alle richtingen opging. Pianocompositie nr. 6 klinkt als een werk van Morton Feldman, Nature Pieces van 20 jaar eerder. De noten en pauzes lijken zeer bedachtzaam aan het papier toevertrouwd. Waar Feldman uiterst behoudend te werk ging, is Rihm soms opvliegend. Er zit veel meer dynamiek in, ten opzichte van Nature Pieces dan.
Hijzelf vergeleek dit werk met dat van de tekenaar Kurt Kocherscheidt (Klavierküste nr. 3) ; het werk is dan ook aan hem opgedragen. De uitvoering duurt ongeveer 20 minuten.
De eerste uitvoering vond plaats op 12 oktober 1978 door Kate Wittlich in Graz